# Матрёнино (Глинковский район)
Матрёнино — деревня в Смоленской области России, в Глинковском районе. Население — 78 жителей (2007 год). Расположена в центральной части области в 2 км к северу от села Глинка, в 21 км западнее автодороги Р137 Сафоново — Рославль. Входит в состав Глинковского сельского поселения.

## История
В годы Великой Отечественной войны деревня была оккупирована гитлеровскими войсками в июле 1941 года, освобождена в ходе Ельнинско-Дорогобужской операции в 1943 году.

## Известные уроженцы
- Зайцев, Николай Константинович (1913 — ?) — Герой Социалистического Труда.